# Đorđe Martinović
Đorđe Martinović (ur. 1928, zm. 6 września 2000 w Kruševacu) – serbski rolnik z Kosowa. Martinović był ofiarą upokorzenia, kiedy był leczony z powodu urazów spowodowanych włożeniem rozbitej butelki po piwie do odbytu. Rzekomy napad dwóch zamaskowanych Albańczyków na rolnika przyczynił się do znacznego pogorszenia relacji pomiędzy Albańczykami a Serbami. Sprawa Martinovicia była najszerzej dyskutowaną sprawą karną w Jugosławii, szczegółowo omawianą w mediach.
Serb został ranny 1 maja 1985. Według pierwszego zeznania, Martinović miał zostać zaatakowany przez dwóch (według innego źródła przez trzech) zamaskowanych Albańczyków. W szpitalu rolnik wycofał swoje zeznania i przyznał się, że butelkę włożył sam podczas wykonywania aktu autoerotycznego. Pomimo ujawienia nowej wersji wydarzeń, incydent wykorzystali politycy nacjonalistyczni do przeprowadzenia ataków na ludność albańską mieszkającą w Kosowie. Swoje oburzenie przeciwko atakowi Albańczyków na serbskiego rolnika wyraził również prezydent Serbii Slobodan Milošević. Lekarze zostali oskarżeni o zaprzeczeniu pierwszej wersji wydarzeń. Przywódcy Kosowa uważali, że Martinović sam się okaleczył.
W wyniku incydentu i powstałej wówczas nagonki przeciwko Albańczykom 21 stycznia 1986 grupa belgradzkich intelektualistów złożyła petycję, wzywającą do zniesienia autonomii Kosowa, nadanej w 1974.
W dyskusjach wbicie butelki piwa do odbytu porównano do nabijania na pal Serbów podczas panowania Imperium Osmańskiego w Serbii.